# Konstskolan Idun Lovén

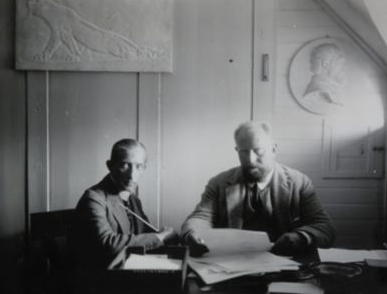
Edward Berggren och Gottfrid Larsson i konstskolan vid Karlaplan 10 i Stockholm (1924).

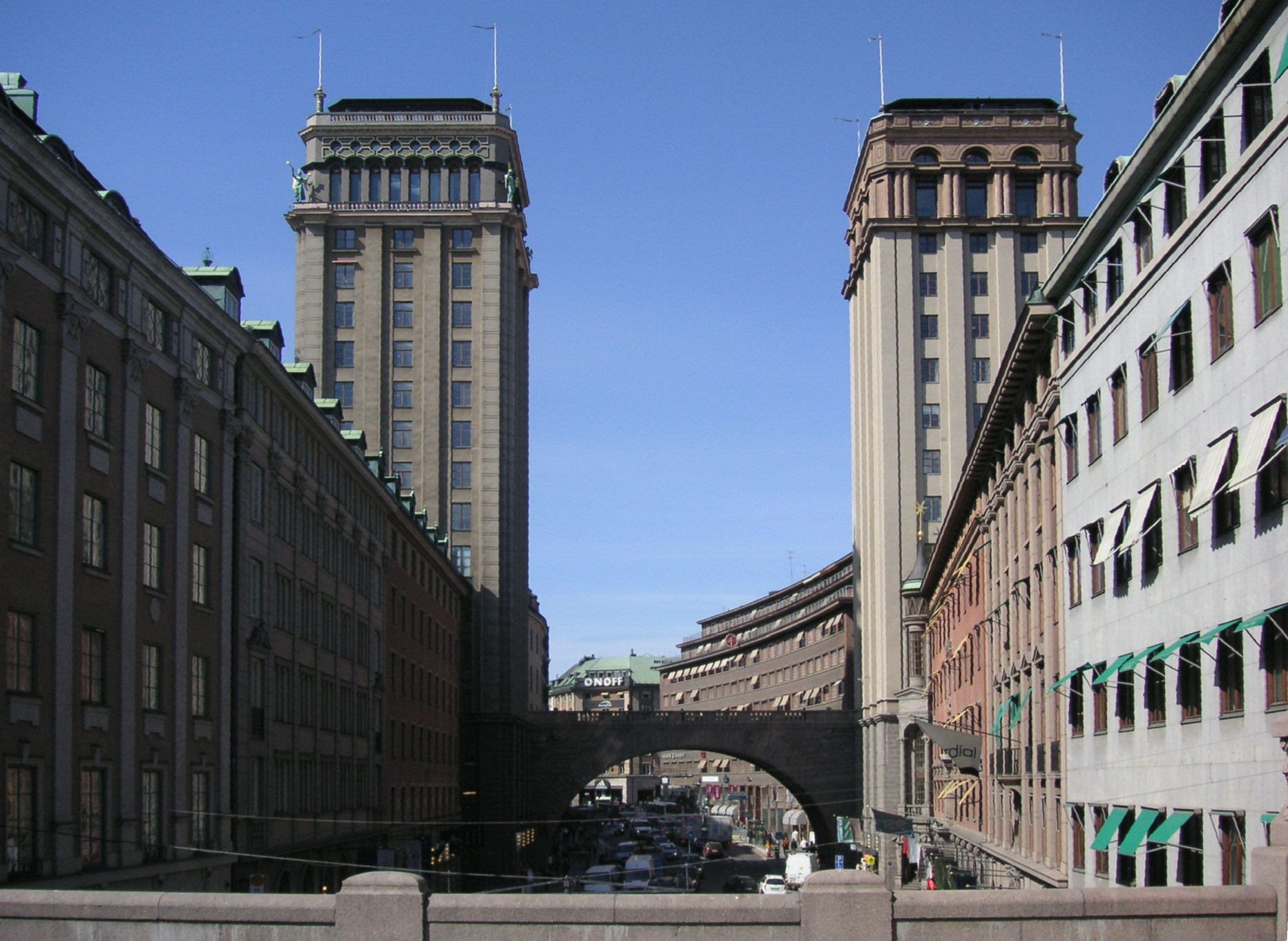
Edward Berggrens målarskola låg i det norra Kungstornet till höger på bilden, under åren 1924–33.

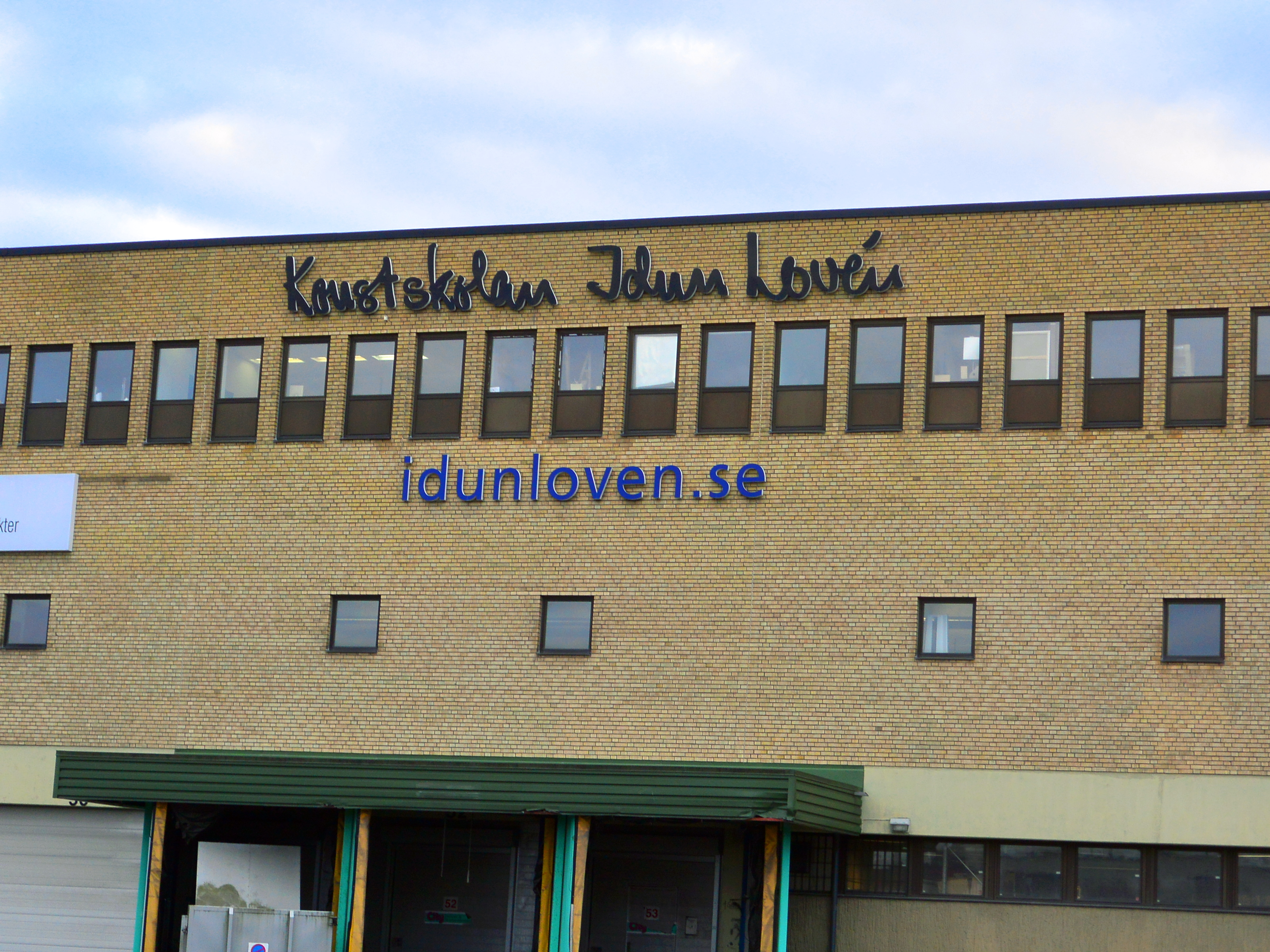
Konstskolans lokaler i Årsta partihallar.

Konstskolan Idun Lovén är en konstskola på Campus Flemingsberg i Huddinge kommun. Skolan ligger i anslutning till Södertörns Högskola.

## Historik
Målaren Edward Berggren och skulptören Gottfrid Larsson grundade 1920 Edward Berggrens och Gottfrid Larssons Konstskola i Stockholm. Konstskolan låg 1920–1924 vid Karlaplan 10.
Åren 1924–1933 hade skolan sina lokaler i det då nybyggda norra Kungstornet på Kungsgatan 28 i Stockholm. Lärare var fortfarande Edward Berggren, som stod för utbildningen i målning och Gottfrid Larsson, som stod för skulptur. Konstskolan var förberedande för Konstakademien och för Tekniska skolan. De drev den tillsammans 1920–1932.
Åren 1933–1975 låg skolan vid David Bagares gata i Stockholm, nu som Edward Berggrens Målarskola och inte längre med Gottfrid Larsson  som lärare. Skolan fungerade fortfarande som en förberedande skola för Konstakademien och andra högre konstutbildningar.

## Konstskolan Idun Lovén
År 1958 övertog konstnären Idun Lovén skolan och drev den till 1988. Skulptur infördes åter som en linje vid sidan av målarlinjen och namnet blev Konstskolan Idun Lovén.
År 1975 flyttade Konstskolan Idun Lovén till hörnet av Repslagargatan och Götgatan på Södermalm i Stockholm, där det tidigare funnits ett sidenväveri.
Från 1978 fick skolan statligt studiestöd och då blev den också aktiebolag. Hösten 1987 flyttade skolan till före detta restaurang "Skeppet" i Värtahamnen. År 1988 övertogs konstskolan av konstnären Börje Svensson, som drev den fram till 2002, då konstnären Gunilla Wihlborg tog över fram till 2014. Sedan 2014 är skulptören Kico Wigrén (född 1976) rektor.
Skolan ägs numera av Konstskolan Idun Lovén AB. Den hade 2004–2019 sina lokaler i Årsta partihallar i stockholmsförorten Östberga och är sedan 2019 lokaliserad till Campus Flemingsberg i  Huddinge kommun.

## Verksamhet
Konstskolan Idun Lovén är en fristående skola med statligt stöd. Vid skolan bedrivs undervisning på heltid under två läsår med en studieinriktning mot målning och en mot skulptur. Varje år tas 24 nya elever in på skolan.